# Svatý Jan pod Skalou
Svatý Jan pod Skalou (německy St. Johann unter dem Felsen) je obec v okrese Beroun ve Středočeském kraji, asi třicet kilometrů jihozápadně od Prahy a pět kilometrů východně od Berouna. Leží v srdci chráněné krajinné oblasti Český kras. Včetně částí Sedlec a Záhrabská v obci žije 198 obyvatel.

## Historie obce
Poustevník svatý Ivan se zde podle pověsti usadil zhruba v polovině 9. století. První písemná zmínka o místě pochází z roku 1030, kdy kníže Břetislav I. daroval kapli svatého Jana ostrovskému klášteru, který zde v polovině 11. století u jeskyně svatého Ivana založil dceřiný klášter. Roku 1310 zde bylo zřízeno proboštství. V době husitských válek, v roce 1420, se do Svatého Jana uchýlili benediktinští mniši z kláštera na Ostrově poté, co byl poničen a vydrancován. Roku 1517 zde bylo založeno opatství.
Dochované budovy byly postaveny v letech 1653–1661. V letech 1726–1731 přestavěl jižní a západní křídlo kláštera patrně Kryštof Dientzenhofer. Klášter byl zrušen roku 1785 a upraven na zámek. Od roku 1925 zde byla škola. Dne 1. ledna 1950 bylo zařízení oficiálně nazváno Tábor nucených prací. Vězňové docházeli do okolních lomů na těžké práce. Po zrušení tábora byl objekt v letech 1951–1953 přestavěn na věznici, která byla po nátlaku Mezinárodního Červeného kříže v květnu 1955 zrušena. Později zde byla škola pro příslušníky komunistické Státní bezpečnosti a nakonec od roku 1985 archiv tehdejšího ministerstva vnitra. V současnosti v bývalém klášteře působí Svatojánská kolej, Vyšší odborná škola pedagogická a ekologické centrum Kavyl.

### Územněsprávní začlenění
Dějiny územněsprávního začleňování zahrnují období od roku 1850 do současnosti. V chronologickém přehledu je uvedena územně administrativní příslušnost obce v roce, kdy ke změně došlo:
- 1850 země česká, kraj Praha, politický okres Smíchov, soudní okres Beroun[6]
- 1855 země česká, kraj Praha, soudní okres Beroun
- 1868 země česká, politický okres Hořovice, soudní okres Beroun
- 1936 země česká, politický i soudní okres Beroun[7]
- 1939 země česká, Oberlandrat Kolín, politický i soudní okres Beroun[8]
- 1942 země česká, Oberlandrat Praha, politický i soudní okres Beroun[9]
- 1945 země česká, správní i soudní okres Beroun[10]
- 1949 Pražský kraj, okres Beroun[11]
- 1960 Středočeský kraj, okres Beroun
- 2003 Středočeský kraj, okres Beroun, obec s rozšířenou působností Beroun

### Rok 1932
Ve vsi Svatý Jan pod Skalou (přísl. Sedlec, 596 obyvatel, katol. kostel, Učitelský ústav) byly v roce 1932 evidovány tyto živnosti a obchody: biograf Pedagogium, obchod s dřívím, 4 hostince, mlýn, obchod s lahvovým pivem, rolník, řezník, 3 obchody se smíšeným zbožím, trafika, vápenka (Nestomické závody, Solvayový spolek pro chem. a hutní výrobu).

## Přírodní poměry
Svatým Janem protéká potok Loděnice, místně nazývaný Kačák, který na svém zbývajícím toku k ústí do Berounky proráží pod kopcem Třesina u sousední vesnice Hostim ukloněné souvrství devonských vápenců.
Okolí vesnice je součástí rozsáhlé národní přírodní rezervace Karlštejn.

## Obyvatelstvo
| Rok            | 1869 | 1880 | 1890 | 1900 | 1910 | 1921 | 1930 | 1950 | 1961 | 1970 | 1980 | 1991 | 2001 | 2011 | 2021 |
| -------------- | ---- | ---- | ---- | ---- | ---- | ---- | ---- | ---- | ---- | ---- | ---- | ---- | ---- | ---- | ---- |
| Počet obyvatel | 237  | 243  | 231  | 223  | 120  | 224  | 296  | 145  | 146  | 78   | 68   | 49   | 67   | 67   | 73   |
| Počet domů     | 29   | 29   | 29   | 30   | 26   | 28   | 47   | 120  | 67   | 20   | 15   | 14   | 28   | 30   | 30   |

## Části obce
Obec Svatý Jan pod Skalou se skládá ze tří částí, které leží v katastrálním území Svatý Jan pod Skalou:
- Sedlec
- Svatý Jan pod Skalou
- Záhrabská

## Doprava
Do obce vede silnice III. třídy. Železniční trať ani stanice na území obce nejsou. Zrekonstruovaná část úzkorozchodné dráhy sloužící při těžbě vápence je součástí skanzenu Solvayovy lomy na území obce.  V obci má zastávku autobusová linka 384 Praha-Zličín – Hořovice.

## Horolezectví
Svatý Jan pod Skalou je tradiční, byť méně známou horolezeckou lokalitou v nejbližším okolí Prahy. Z hlediska horolezeckých aktivit jsou zde nejvýznamnější vápencové masívy Křížová stěna a Dušičková stěna, na kterých se nachází řada jednodélkových výstupů střední a vyšší obtížnosti, skála je lámavá. Lezení je povoleno od července do prosince, Dušičková stěna celoročně. Novější sportovně zajištěné cesty jsou v lomu pod skanzenem Solvayovy lomy, kde je lezení možné celoročně.

## Pamětihodnosti
Kostel Narození svatého Jana Křtitele s jeskyní svatého Ivana je raně barokní stavba z let 1657–1661 postavená podle plánů Carla Luraga. Uprostřed kostela stojí náhrobek svatého Ivana, ve kterém je umístěna schránka se světcovými ostatky. Kostel je propojen se starým skalním kostelem – jeskyní svatého Ivana. V části skalního kostela je zachována přirozená travertinová jeskyně, zdobená původní krápníkovou výzdobou. Vedle kostela, pod oknem Ivanovy jeskyně, vyvěrá silný pramen léčivé vody zvaný Pramen svatého Ivana.
Dominantou vesnice je 50–60 metrů vysoký pás impozantních vápencových masivů Svatojánské skalní stěny, která se v nejvyšším místě vypíná do výšky 150 metrů nad klášter a dominuje tak celému okolí. Asi v polovině cesty k vyhlídce u kříže na vrcholu skály, na ostrohu nad údolím, je barokní kaple Povýšení svatého Kříže z roku 1714. Na vrcholu skály existovalo pravěké hradiště U Kříže, z něhož se dochovala část čelního opevnění.
V obci je hřbitov s kaplí svatého Maxmiliána v neogotickém slohu, kterou projektoval Bernhard Grueber. V kryptě kaple se nachází rodinná hrobka Bergerů. Kapli s rodinnou hrobkou dal postavit v letech 1847–1849 Maxmilián Berger, předseda spolku pro postavení Národního divadla v Praze.
V nedaleké trampské osadě Fort Adamson vznikla píseň Kačák hučí jak Mississippi.

## Galerie

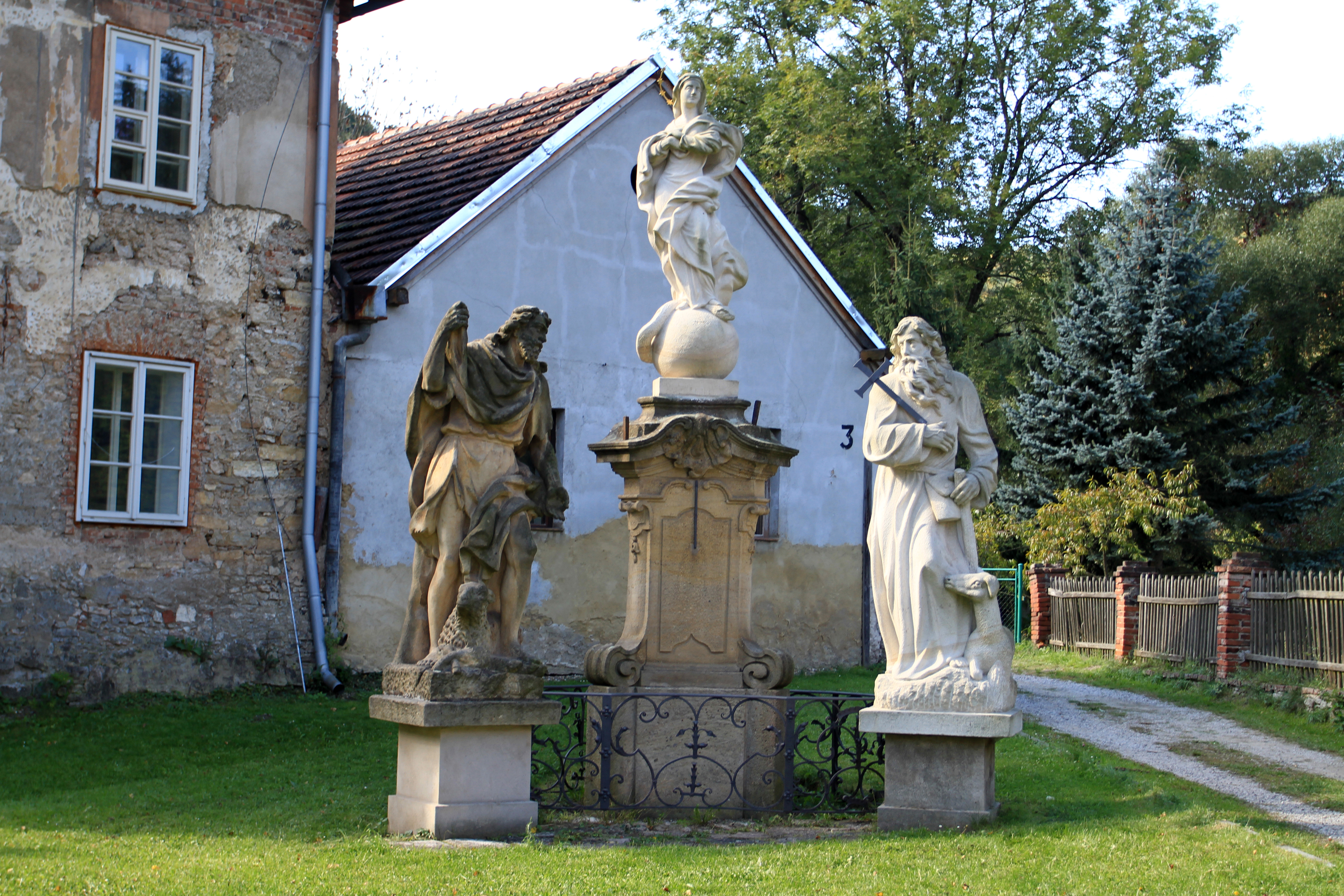
Sousoší P. Marie
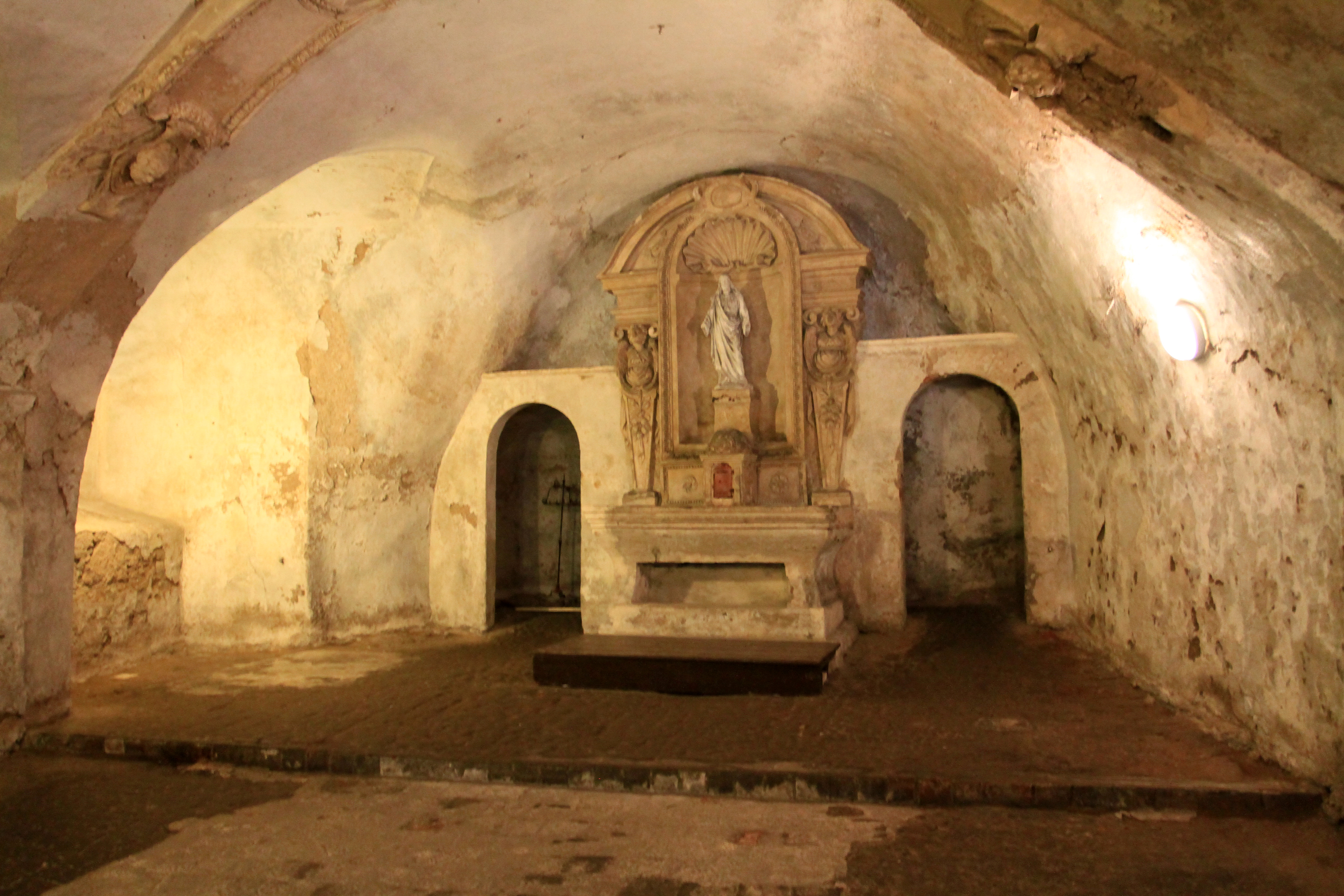
Původní kostel a jeskyně v klášteře
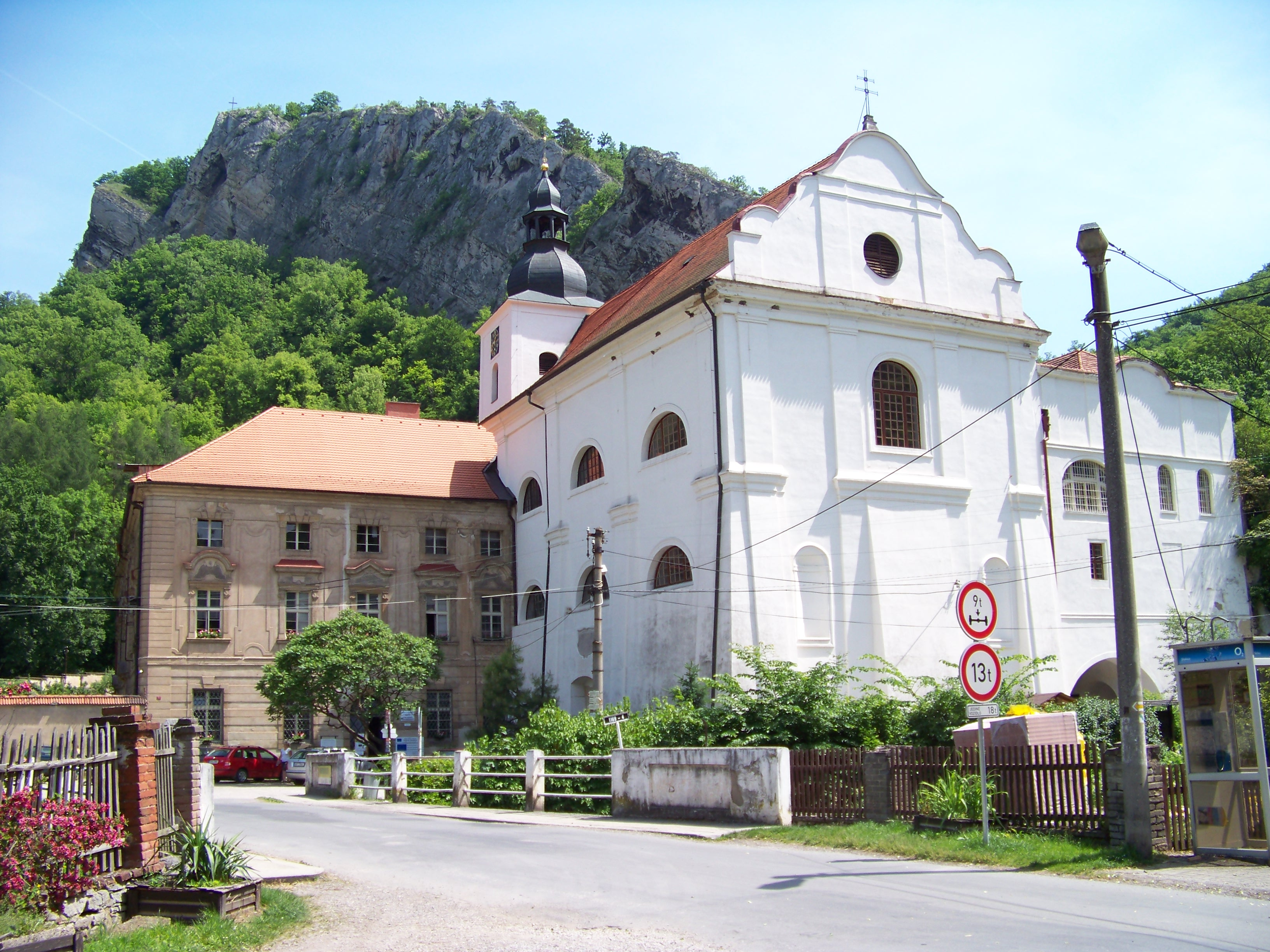
Kostel sv. Jana Křtitele
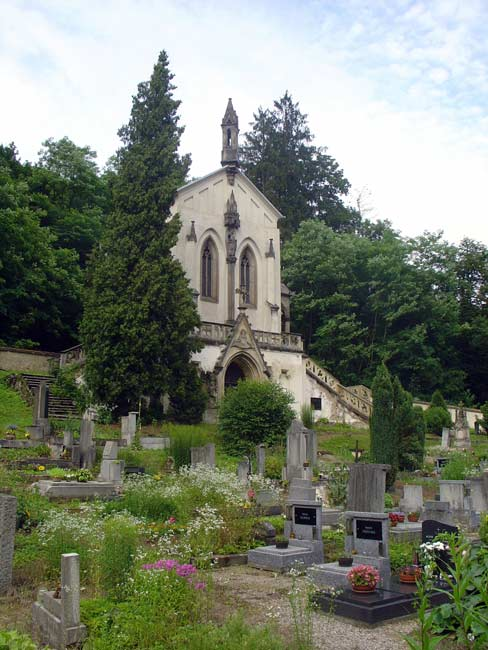
Hřbitov ve Svatém Janu pod Skalou s kaplí
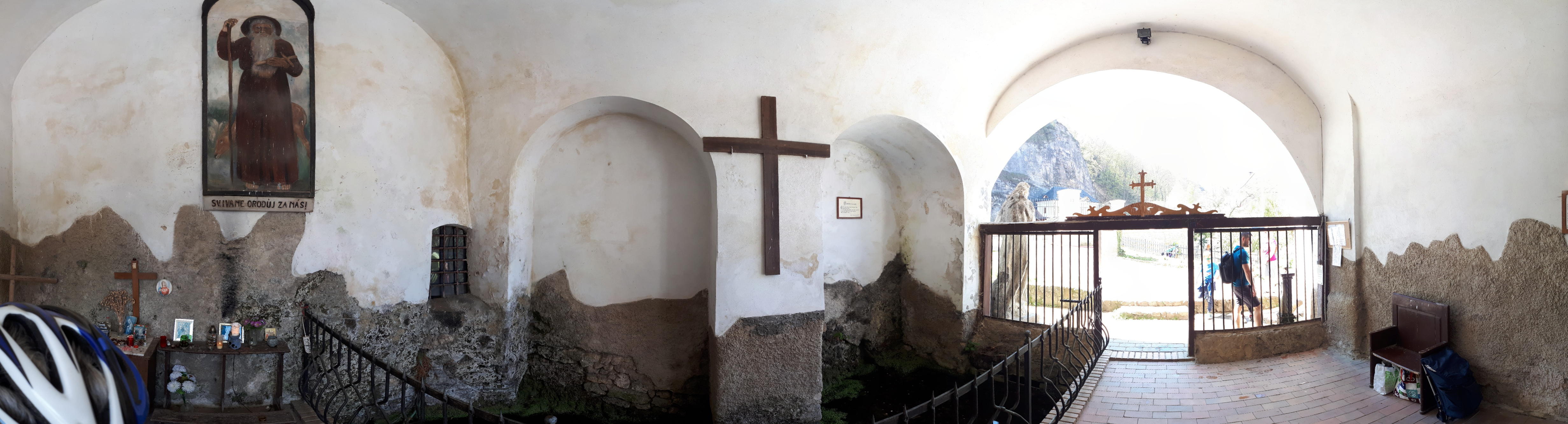
Pramen svatého Ivana